# جيرالد أيريس
جيرالد أيريس (بالإنجليزية: Gerald Ayres)‏ هو كاتب وكاتب سيناريو ومنتج أفلام أمريكي، ولد في 3 فبراير 1936، وتوفي في 7 أبريل 2018.

## وصلات خارجية
- الموقع الرسمي
- جيرالد أيريس على موقع IMDb (الإنجليزية)
- جيرالد أيريس على موقع قاعدة بيانات الفيلم (الإنجليزية)